# Autostrada A524 (Niemcy)
Autostrada A524 (niem. Bundesautobahn 524 (BAB 524) także Autobahn 524 (A524)) – autostrada w Niemczech przebiegająca z zachodu na wschód łącząca autostradę A59 z autostradą A52 na południu Duisburga stanowiąc jednocześnie fragment południowej obwodnicy miasta w Nadrenii Północnej-Westfalii.